# Cilydd
Cilydd oder Kilydd (kymrisch ‚guter Volksführer‘ oder ‚freundlicher Mann‘) ist in der walisischen Sage Kulhwch ac Olwen der Vater von Kulhwch. Er ist der Sohn des Prinzen Celyddon und der Gatte von Goleuddydd. Die walisische Sage Mal y kavas Kulhwch Olwen („Wie Kulhwch Olwen errungen hat“), kurz Kulhwch ac Olwen („Kulhwch und Olwen“) genannt, ist in der Sammelhandschrift Llyfr Gwyn Rhydderch („Das weiße Buch des Rhydderch“) aufgezeichnet. Der wichtigste Teil des „weißen Buches“ sind die Pedeir Keinc y Mabinogi („Vier Zweige des Mabinogi)“.

## Mythologie
Cilydds Gattin Goleudydd war während ihrer Schwangerschaft in geistiger Verwirrung herumgeirrt. Nach der Geburt ihres Sohnes Kulhwch, den sie in einer Schweinekuhle zur Welt bringt, stirbt sie bald an einer Krankheit. Vor ihrem Tode fordert sie noch von ihrem Manne, erst dann wieder zu heiraten, wenn auf ihrem Grabe ein Dornenstrauch mit zwei Trieben wachse. Da der von ihr beauftragte Diener nach sieben Jahren vergisst, das Grab von Bewuchs freizuhalten, wächst der Strauch und Cilydd sucht eine neue Gattin.
Da redete einer von den Ratgebern so:„Ich weiß eine Frau, die gut zu dir passen würde. Es ist die Frau des Königs Doged.“ Sie beschlossen, sie zu holen, erschlugen also den König, brachten die Frau zusammen mit einer Tochter, die sie hatte, mit sich heim und ergriffen Besitz vom Lande des Königs.
Als die neue Gattin erfährt, dass Cilydd einen Sohn und Erben hat, will sie ihn sofort mit ihrer Tochter vermählen, um ihre eigene Stellung am Hofe zu sichern. Da sich Kulhwch weigert, belegt sie ihn mit dem cynnedyf (Verpflichtung, Tabu), dass er keine andere als Olwen, die Tochter des Riesen Ysbaddaden heiraten dürfe.
Cilydd rät seinem Sohn, sich an den Hof von König Arthur, der sein Onkel ist, zu begeben und ihn um Hilfe zu bitten. Kulhwch bricht sofort auf, von seinem Vater bestens ausgerüstet. Im weiteren Verlauf der Sage kommt Cilydd nicht mehr vor.